# Brasilata
A Brasilata é uma empresa brasileira, fabricante de embalagens, sendo referência na produção de embalagens metálicas, oferecendo soluções eficientes e customizadas para diversas aplicações como tintas, químicos e indústria alimentícia. 
Possui 5 unidades fabris: Estrela (RS), Rio Verde (GO), Recife (PE), Volta Redonda (RJ) e a sede em Jundiaí (SP). Além disso, a Brasilata exporta para outros países, em sua maioria da América Latina. Em seu portfólio, possui: galões, baldes, aerossóis, rolhas metálicas e latas personalizadas.
Com aproximadamente 1200 funcionários, a empresa é considerada modelo de gestão de pessoas e inovações não somente em produtos e processos, mas também em gestão. Em 2023, a companhia foi considerada uma das melhores organizações para se trabalhar segundo a pesquisa Lugares Incríveis para se Trabalhar pela terceira vez consecutiva.

LOJA DA LATA
Com o intuito de diversificar seu mercado de atuação, a Brasilata criou a Loja da Lata em 2017, uma unidade de negócio que atende pequenas tiragens de latas personalizadas, além do e-commerce com latas decorativas e sazonais. 
Isso só foi possível graças ao investimento realizado em impressão digital direto na folha de flandres, quebrando todos os paradigmas de impressão e implementando impressão de dados variáveis, e personalização em pequenas tiragens.

BRASILATA LABS
A Brasilata Labs é um spin off da Brasilata, no qual há o desenvolvimento e licenciamento de novas tecnologias.